# Al-Dhahabi
Adh-Dhahabī (1274–1348) est un savant du hadith et un historien musulman. Il vécut à Damas, au début de la période du Sultanat mamelouk.

## Biographie
Ce que l’on sait de la vie d'Al-Dhahabi provient surtout des Tabaqāt ash-shāfi‘iyya al-kubrā de son disciple, ‘Abd al-Wahhāb as-Subkī.
Al-Dhahabi est né en 1274 à Damas. Il fut un grand maître chaféite, un connaisseur en hadith et un historien de l’islam. D’origine turkmène, il fit ses études dans sa ville natale puis voyagea au Caire et vers d’autres cités, notamment Damas, Alexandrie et La Mecque, à la recherche de la science sacrée auprès des meilleurs maîtres de son époque, et on dit qu'il en eut treize cents. 
Selon le témoignage unanime de ses biographes, il compta parmi les plus grands traditionnistes de son époque et fut d’ailleurs surnommé muhaddith al-‘asr (« le traditionniste de l’Époque ») et khatām al-huffāz (« sceau des hāfiz »). En plus d’être un maître en hadith, il fut aussi imam et une autorité en matière d’exégèse et de lecture coraniques. 
Il devint aveugle sept ans avant sa mort qui eut lieu à Damas en 748/1348. 

## Œuvre et postérité
On lui attribue une centaine d’ouvrages, comme le Tarikh al-Islam al-kabir (« La grande histoire de l'Islam ») en trente-six volumes ou La vie des Nobles Personnages (Siyar a‘lam an-nubala’) en vingt-trois volumes. 
Subkī décrira ainsi le prestige de son maître : « Son nom suivait une trajectoire comme celle du soleil ; mais lui ne se voilait ni quand tombait la pluie, ni quand venait la nuit. De tout le pays, on venait à lui et, de toutes parts, les questions l’appelaient. Il était une gloire dont on s’enorgueillissait et un ornement dont se paraît ce bas-monde. ».

## Ses enseignants
Voici une liste des enseignants les plus notables avec qui il étudia :
- Al-Abarquhi, Ahmad ibn Ishaq ibn Muhammad al-Misri (d. 701) ;
- Ibn al-Zahiri, Ahmad ibn Muhammad ibn `Abd Allah al-Halabi ;
- Ibn Daqiq al-`Id ;
- Taqi ad-Din Ahmad Ibn Taymiyya ;
- Jamal al-Din Abu al-Ma`ali Muhammad ibn `Ali al-Ansari al-Zamalkani al-Dimashqi al-Shafi`i (d. 727) ;
- Sharaf al-Din al-Dimyati, `Abd al-Mu'min ibn Khalaf.

## Ouvrages
Il est l'auteur de près d'une centaine d'œuvres, certaines d'une taille considérable :
- Al-Amsar Dhawat al-Athar ;
- Al-Kaba'ir ;
- Al-Mustadrak alaa al-Sahihain ;
- Al-Tajrid fi Asma' al-Sahaba ;
- Duwal al-Islam ;
- Manaaqib Al-imam Abu Hanifa wa saahibayhi Abu Yusuf wa Muhammad Ibn al-Hasan ;
- Mukhtasar Kitab al-Wahm wa al-Iham li Ibn al-Qattan ;
- Mukhtasar Sunan al-Bayhaqi ;
- Siyar a`lam al-nubala' ;
- Tabaqat al-Qurra ;
- Tadhhib Tahdhib al-Kamal ;
  - Al-Kashif fi Ma`rifa Man Lahu Riwaya fi al-Kutub al-Sitta ;
  - Al-Mujarrad fi Asma' Rijal al-Kutub al-Sitta ;
- Tadhkirat al-huffaz ;
- Tarikh al-Islam al-Kabir.